# Rathaus Wannsee

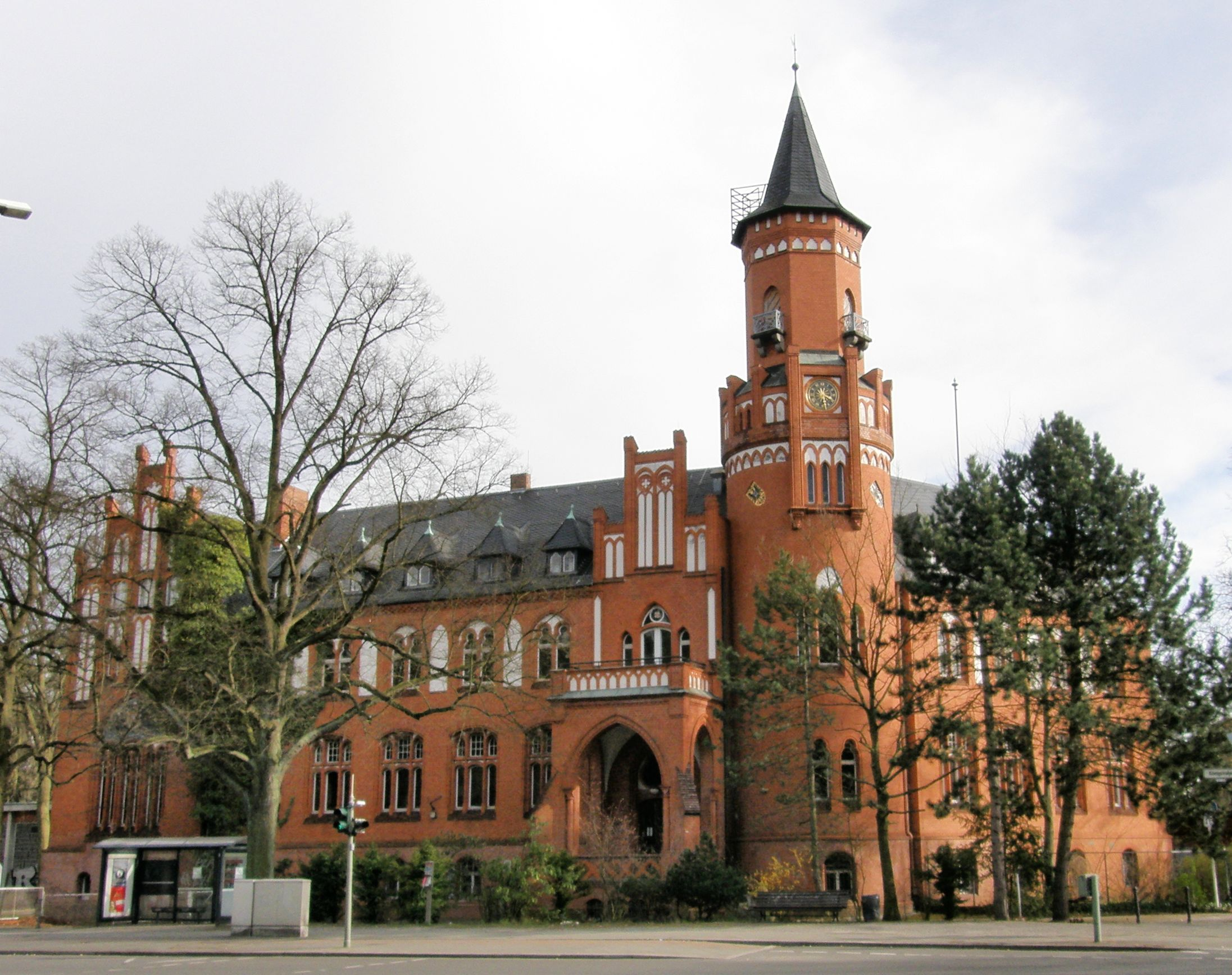
Rathaus Wannsee an der Königsstraße in Berlin-Wannsee

Das Rathaus Wannsee, an der Einmündung der Chausseestraße zur  Königstraße im Ortsteil Wannsee des Berliner Bezirks Steglitz-Zehlendorf gelegen, wurde 1901 eingeweiht. Es diente als Rathaus der damals selbständigen Landgemeinde Wannsee bis zur Gründung Groß-Berlins im Jahr 1920. Danach beherbergte das Gebäude verschiedene kommunale Einrichtungen.

## Vorgeschichte
Die Landgemeinde Stolpe im Kreis Teltow, zu der auch Nikolskoe, die Villenkolonien Alsen und Wannsee sowie Kohlhasenbrück und Steinstücken gehörten, wurde am 12. September 1898 in Wannsee umbenannt. Mit der Gemeinde und dem Gutsbezirk Klein-Glienicke bildete Wannsee ab dem 1. Oktober 1898 an einen eigenständigen Amtsbezirk. Der bisherige Gemeindevorsteher der Gemeinde Stolpe, der Kaufmann Oscar Hess, wurde im gleichen Jahr zum Amtsvorsteher der neuen Gemeinde gewählt. Der neue Gemeinderat betrieb recht bald den Bau eines eigenen Amtshauses.

## Ein eigenes Rathaus für Wannsee
Vom Landwirt Albert Zinnow wurde 1899 hierfür ein Grundstück an der Ecke Chausseestraße und Königsstraße für 26.840 Goldmark erworben. Den ausgelobten Bauwettbewerb unter in Wannsee ansässigen Baumeistern gewannen der Architekt und Regierungsbaurat Otto Stahn sowie der Königliche Kreisbauinspektor Adalbert Metzing. Der Bauantrag an den Kreisausschuss des Kreises Teltow wurde am 14. November 1899 genehmigt. Die Rohbauabnahme erfolgte am 29. Dezember 1900, am 19. November 1901 wurde das Rathaus eingeweiht. Die Baukosten beliefen sich auf über 200.000 Goldmark.

## Baustil und Räumlichkeiten

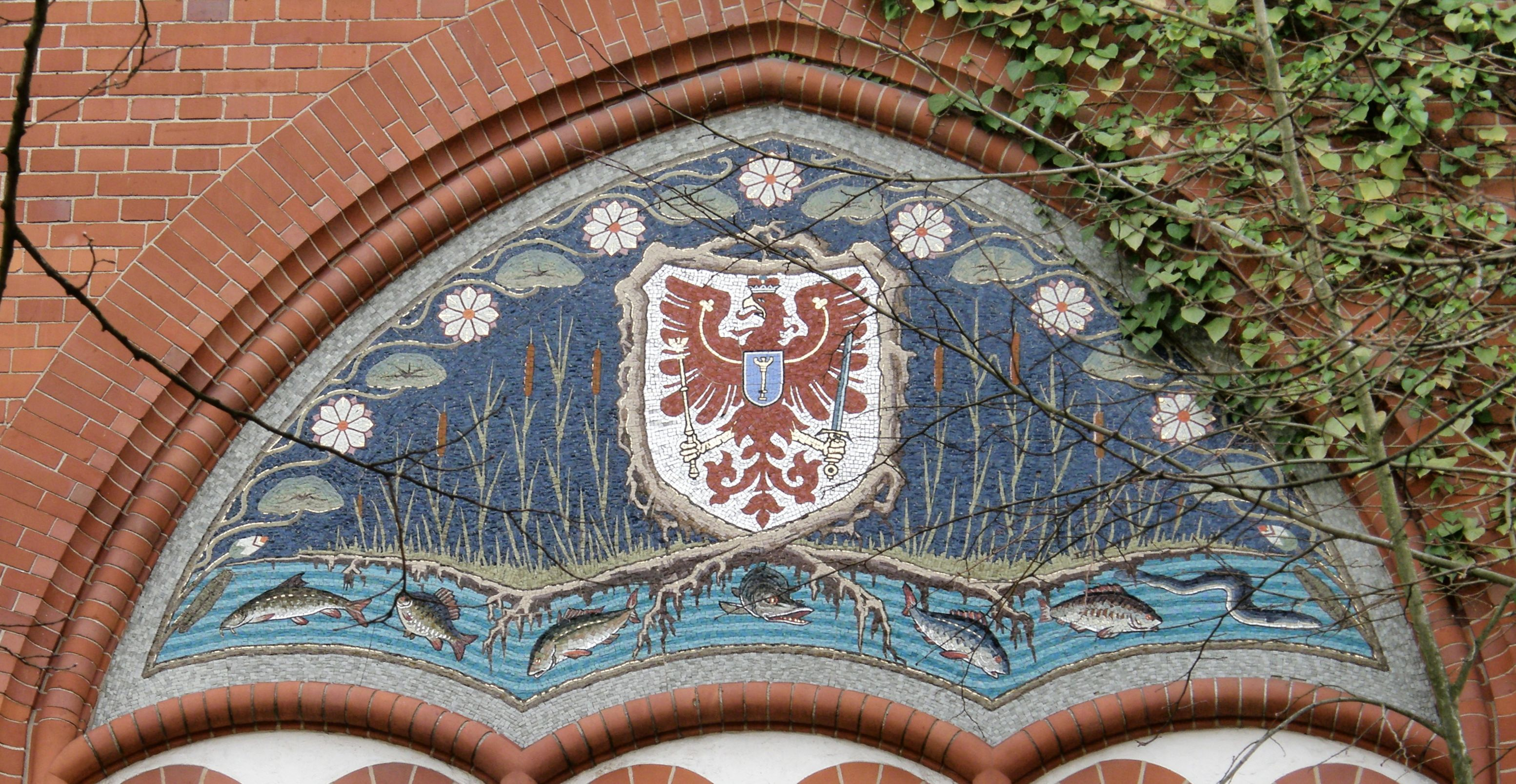
Mosaik an der Fassade

Der Repräsentationsbau für die zu Wohlstand gekommene Gemeinde wurde im neugotischen Stil als Ziegelbau mit Klinkerfassade errichtet. Das Gebäude ist reich an neogotischen Motiven mit dekorativen Staffel- und Stufengiebeln, Blendspitzbögen und Blendmaßwerk in Formsteinen. Bemerkenswert sind die Eingangslaube aus Halbsäulen und Kreuzgratgewölbe sowie der helmbewehrte Rundturm mit Turmuhr im Gelenk des zweieinhalbgeschossigen Winkelbaus. Farbige Wappen des Reiches, Preußens und Brandenburgs zieren die Fassade sowie ein Mosaik, das die Seenlandschaft an der Havel darstellt. Im Inneren fallen die kreuzgratüberwölbten Flure, die Holztäfelung des Ratssaales und schmiedeeiserne Tür- und Fensterbeschläge auf.
Das Rathaus beherbergte im Keller zwei Arrestzellen sowie die Hausmeisterwohnung. Im Souterrain befanden sich Diensträume der Amts- und Gemeindeverwaltung sowie die Polizeistation. Trauungen des Standesamtes wurden im Turmzimmer vorgenommen, der Ratssaal war am Ostgiebel gelegen. Im Obergeschoss befanden sich Wohnung und Büro des Amts- und Gemeindevorstehers. Von 1913 bis 1916 erfolgte der erste Innenumbau, bei der Teile der Wohnung des 1910 pensionierten Amtsvorstehers Oscar Hess in Büroräume umgewandelt wurden. Während des Ersten Weltkriegs wurde im Rathaus die Verwaltung des Kriegswirtschaftsbezirkes Wannsee mit einer Verteilungsstelle für Lebensmittel eingerichtet.

## Nutzung nach 1920
Mit der Gründung Groß-Berlins im Jahr 1920 verlor das Gebäude seine Funktion als Rathaus, als Wannsee in den neuen Bezirk Zehlendorf eingegliedert wurde. Das Standesamt setzte seine Arbeit in diesem Gebäude bis 1939 fort. Am 1. Juli 1939 ging hier der Schauspieler Heinz Rühmann, der damals auf Schwanenwerder wohnte, seine zweite Ehe mit Hertha Feiler ein. Ab 1926 zogen in die Räumlichkeiten eine Filiale der Sparkasse der Stadt Berlin und die stadteigene Girokasse. Im Zweiten Weltkrieg wurden 1941 unterhalb des Ratssaales Luftschutzräume für 95 Personen eingerichtet. Im Bombenhagel des Krieges wurde das Gebäude stark beschädigt. Dennoch konnte 1945 eine Säuglingsfürsorgestelle einziehen, 1947 wurde das Rathaus notdürftig, 1950 umfassend instand gesetzt. Es beherbergte im Laufe der Jahre verschiedene Schul-, Gesundheits- und Bildungseinrichtungen. 1986 und 1987 wurden für 1,6 Millionen DM verbliebene Kriegsschäden endgültig beseitigt und die Fassade restauriert. 1987 zogen eine Kindertagesstätte und ein Jugendfreizeitheim in die Räume ein.
Das Rathaus Wannsee ist in der Denkmaldatenbank des Landesdenkmalamtes Berlin unter der Objektnummer 09075551 als Baudenkmal eingetragen.